# Nathalie Lemel
Nathalie Le Mel (ou Lemel), née Perrine Natalie Duval le 26 août 1826 à Brest (Finistère) et morte en 1921 à Ivry-sur-Seine (Val-de-Marne), est une militante de l'Association internationale des travailleurs et féministe qui a participé, sur les barricades, à la Commune de Paris de 1871. 
Elle a été déportée en Nouvelle-Calédonie avec Louise Michel.

## Biographie

### Famille
Perrine Natalie Duval est née à Brest (Finistère) le 26 août 1826,,,, du mariage d'Allain Marie Duval, corroyeur à Brest (comme son père Guillaume Duval) et de Catherine Agathe Hardy, mariés à Brest le 21 janvier 1822.
Elle grandit à Brest, où ses parents tiennent un café. Elle est scolarisée jusqu’à l’âge de 12 ans, puis devient ouvrière relieuse de livres. En 1845, à 19 ans, elle épouse un ouvrier relieur, de huit ans son aîné, Jérôme Lemel, avec qui elle a quatre enfants (Louise en 1847 à Brest, Agathe en 1851, Charles en 1853 et Paul en 1859 à Quimper). En 1849, le couple déménage et s’installe à Quimper, où ils ouvrent une boutique de librairie-reliure. Elle est mal perçue par la bourgeoisie quimpéroise, en raison de son féminisme. Cette activité dure jusqu’en 1861, date à laquelle les époux sont déclarés en faillite. Contraints de quitter la Bretagne, ils vont à Paris chercher du travail.

### La militante
Son premier emploi à Paris semble être la vente de livres et la reliure, elle devient militante socialiste. Le climat social agité en Europe voit la création en 1864 de l’Association internationale des travailleurs à Londres, plus connue sous le nom de Première Internationale. En août 1864, les ouvriers relieurs se mettent en grève lors d’un conflit très dur, l’un des militants les plus connus est Eugène Varlin[réf. nécessaire]. 
En 1865, Nathalie Lemel adhère à l’Internationale et lorsqu’une nouvelle grève éclate, elle fait partie du comité de grève et est élue déléguée syndicale, fait exceptionnel pour l’époque. Elle se distingue par sa détermination et ses qualités d’organisatrice ; elle se bat notamment pour la parité des salaires entre hommes et femmes. Selon un rapport de police : « Elle s’était fait remarquer par son exaltation, elle s’occupait de politique ; dans les ateliers, elle lisait à haute voix les mauvais journaux ; elle fréquentait assidûment les clubs ». À quoi il faut ajouter une forte opposition au Second Empire. 
En 1868, elle abandonne le domicile conjugal en raison de l’alcoolisme de son mari. Cette plus grande disponibilité accroît son militantisme : avec Varlin et d’autres relieurs, elle participe à la création de « La Ménagère », une coopérative d’alimentation, et « La Marmite », un restaurant ouvrier (qui comptera au total 4 établissements pour 8 000 ouvriers) visant à procurer des repas à bas prix. Elle y est employée à la préparation des repas.

### La communarde

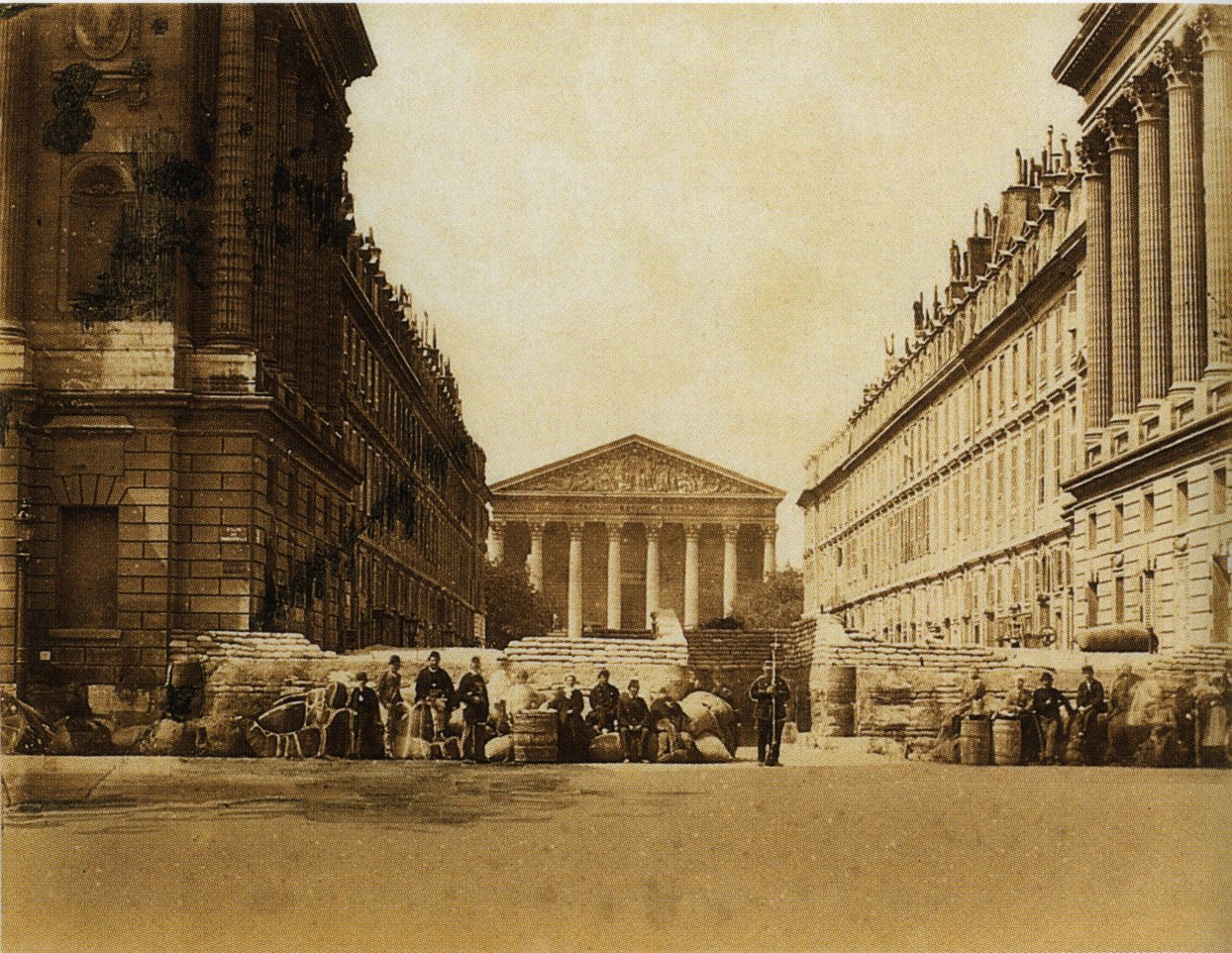
Barricade devant la Madeleine.

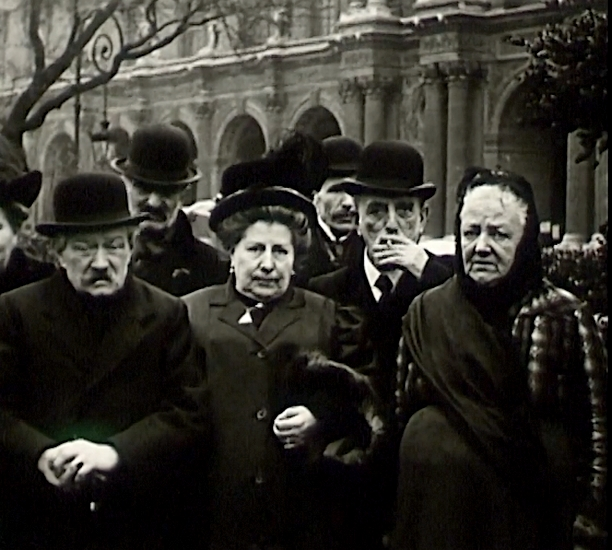
À droite, Nathalie Lemel lors d'une réunion de l'Association fraternelle des anciens combattants de la Commune, devant Le Louvre. Extrait du film La Commune d'Armand Guerra, 1914.

Le début de l’insurrection a lieu le 18 mars 1871 ; à partir de cette date, Nathalie Lemel est très active dans les clubs de femmes où elle prend souvent la parole. Ces débats l’amènent à créer, avec Élisabeth Dmitrieff (envoyée en mission d'information par Karl Marx), l'Union des femmes pour la défense de Paris et les soins aux blessés, le 11 avril ; elle fait partie du comité central de l'Union des femmes[réf. nécessaire].
Le 26 mars, à la suite d’élections, un conseil révolutionnaire est mis en place dans lequel on retrouve des personnalités telles Jules Vallès, Charles Delescluze, Raoul Rigault, Gustave Flourens, Eugène Varlin. La ville de Paris est administrée par la Commune jusqu’à la Semaine sanglante quand, le 21 mai, les troupes versaillaises entrent dans la ville ; cette semaine prend fin le 28, avec les ultimes combats au cimetière du Père-Lachaise. Durant cette période, Nathalie Lemel est sur les barricades du côté de la place Blanche et plus particulièrement celle de la rue Pigalle. En plus de se battre contre la troupe, où elle est surnommée « le vieux sergent », elle soigne les blessés.  
Elle est arrêtée le 21 juin 1871 et après la défaite de la Commune, le Conseil de guerre la condamne à la déportation et à l’enfermement au bagne de Nouméa en Nouvelle-Calédonie. Elle refuse la grâce demandée pour elle aux autorités par ses amis. Elle est embarquée à bord de La Virginie, dans le même convoi qu'Henri Rochefort et Louise Michel le 24 août. Lorsqu'il a été question de séparer le lieu de déportation des femmes, Nathalie Lemel et Louise Michel s'y sont fortement opposées. Elles sont débarquées cinq jours après les hommes, le 14 décembre 1873, sur la presqu'île Ducos, lieu de la déportation en enceinte fortifiée où elles partagent la même cabane ; il est possible qu’elle ait eu une certaine influence intellectuelle sur sa codétenue[réf. souhaitée].

### Fin de vie
Il lui faut attendre la loi d’amnistie de 1880 avant d’être libérée et de revenir en métropole. Elle trouve un emploi au journal L’Intransigeant et poursuit la lutte pour la condition féminine[réf. nécessaire]. 
Elle meurt dans la misère et atteinte de cécité le 11 mai 1921 à l’hospice d’Ivry-sur-Seine, où elle était entrée en 1915. Il n'y eut que trois personnes pour suivre son convoi ; L'Humanité lui consacre une nécrologie conséquente le 25 mai.

## Mémoire

### Hommage
Nathalie Lemel est le pseudo choisi en 2017 par un contributeur au budget participatif de la ville de Paris ayant proposé « la démolition totale de la basilique du Sacré-Cœur lors d'une grande fête populaire » car il s'agirait d'une « verrue versaillaise qui insulte la mémoire de la Commune de Paris », idée qui avait trouvé un fort écho sur la plateforme numérique avant d'être retirée par la mairie et avait suscité le débat médiatique autour de la portée politique du monument,. 

### Lieux
Aujourd'hui, on trouve une place Nathalie-Lemel dans le 3e arrondissement de Paris. La décision de nommer cette place, auparavant sans nom, d’après Nathalie Lemel a été prise par délibération du 27 mars 2006 du conseil d'arrondissement. La place est inaugurée le 8 mars 2007 à l'occasion de la Journée internationale des femmes. Elle se trouve à l'angle de la rue Dupetit-Thouars et de la rue de la Corderie, qui abrita autrefois le siège de la Première Internationale.
Le 8 mars 2022, dans le cadre de la même journée, une plaque en son honneur est inaugurée au cimetière Monmousseau d'Ivry-sur-Seine, où elle est décédée et où elle est enterrée.
Des rues, à Quimper, à Rennes et à Brest, à Villejuif, une allée à Nantes et une place à Nanterre, portent son nom. Sur un bâtiment associatif de la ville de Brest une fresque d'hommage a été réalisée par deux artistes, Guy Denning et Shoof.
Une bibliothèque porte également son nom à Pluguffan.

### Ouvrage
Son engagement et sa déportation font l'objet en 2017 d'une bande dessinée intitulée Des graines sous la neige, réalisée par Roland Michon et Laëtitia Rouxel.

### Notice
- « Le Mel Nathalie », dans Michel Cordillot (coord.), La Commune de Paris 1871 : Les acteurs, les évènements, les lieux, Éditions de l'Atelier, coll. « Maitron », 2021, 1437 p. (ISBN 978-2-7082-4596-9), p. 801-803.